# Angel Station
Angel Station is het negende album van de Britse rockband Manfred Mann’s Earth Band. De band experimenteert op dit album veelvuldig met elektronische geluiden.

## Muzikanten

### The Earthband
- Manfred Mann – keyboards, zang
- Geoff Britton – drums, alt saxofoon
- Pat King – bas gitaar
- Steve Waller – gitaar, zang
- Chris Thompson – zang

Drummer en mede-oprichter Chris Slade heeft de band in 1978 verlaten en heeft zich later aangesloten bij Asia en AC/DC. Zijn opvolger was Geoff Britton, die door ziekte de band al na enige tijd weer moest verlaten. Ook gitarist Dave Flett verliet de band. Hij is vervangen door gitarist/zanger Steve Waller die van 1979 tot 1983 in de band heeft gespeeld. Steve Waller en Chris Thompson nemen beide in een aantal nummers de solo zang voor hun rekening. Waller zingt Don't kill it Carol en Angels at my gate, Thompson zingt Hollywood town, Belle of the earth, You are - I am en Waiting for the rain. Beide mannen zingen samen You angel you.
In 1979 kondigde Chris Thompson zijn vertrek aan, omdat hij een eigen band wilde vormen. Dat bleek echter niet zo succesvol te zijn waarna hij terug keerde naar Manfred Mann’s Earth Band.

### Gastmuzikanten
Jimme O’Neill, zanger/gitarist van de Schotse bands Fingerspitz en The Silencers speelt gitaar op dit album, Dyan Birch is achtergrondzangeres en Graham Preskett speelt viool. De experimentele muzikant Anthony Moore (die in de avant-garde bands Slappy Happy en Henry Cow heeft gespeeld) heeft het album geproduceerd samen met Manfred Mann en bespeelt de gitaar, synthesizer en sequencer (apparaat).

## Muziek
Het album Angel Station verschilt nogal van de voorgaande albums van Manfred Mann’s Earth Band, doordat er veel experimentele elektronische geluiden te horen zijn op dit album. Er wordt veelvuldig gebruik gemaakt van apparatuur zoals Vocoder en sequencer (apparaat). Net als op de voorgaande albums staan er ook een aantal covers op dit album. De openingstrack Don ’t kill it Carol is geschreven door Mike Heron, voorheen van de folkband Incredible Stringband. You angel you is geschreven door Bob Dylan en staat op zijn album Planet Waves. De countryrock band New Riders of the Purple Sage heeft ook een versie van dit nummer opgenomen. De ballad Hollywood Town is afkomstig van het gelijknamige debuutalbum van de Amerikaanse singer/songwriter Harriet Schock, die onder meer ook nummers heeft geschreven voor Roberta Flack, Helen Reddy en Smokey Robinson. Waiting for the rain is oorspronkelijk een akoestisch nummer, geschreven door de rockzanger/schrijver en producer Billy Falcon voor zijn eerste album Billy Falcon’s Burning Rose.

## Tracklijst

### kant een
1. Don't kill It Carol (Mike Heron) – 6:18
2. You angel you (Bob Dylan) – 4:02
3. Hollywood town (Harriet Schock) – 5:09
4. Belle of the earth (Manfred Mann) – 2:46
5. Platform end ( Manfred Mann, Geoff Britton, Pat King, Steve Waller, Chris Thompson,  Jimme O'Neill) – 1:32

### kant twee
1. Angels at my gate (Manfred Mann, Hirth Martinez, Jimme O'Neill) – 4:50
2. You are – I am (Manfred Mann) – 5:11
3. Waiting for the rain (Billy Falcon) – 6:17
4. Resurrection (Manfred Mann) – 2:42

### her-uitgave 1999 met twee bonustracks
1. Don't kill it Carol (singleversie) (Mike Heron) – 3:58
2. You angel you (singleversie) (Bob Dylan) – 3:46

## Album
Dit album is opgenomen tussen augustus 1978 en januari 1979, deels in de studio the Workhouse in Londen , waar alle albums  van Manfred Mann’s Earth Band vanaf 1973 (Solar Fire) tot 1980 (Chance) zijn opgenomen en deels in het huis van Noel Redding, de voormalige bassist van the Jimi Hendrix Experience.
Dit album is  uitgebracht op 9 maart 1979 op Bronze Records voor Engeland  en de rest van Europa en op Warner Bros. voor de Verenigde Staten. Dit album is geproduceerd door Anthony Moore en Manfred Mann, samen met geluidstechnicus Rick Walton en met assistentie van Davie Phee en Edwin Cross. Het album is vanaf 1985 ook verkrijgbaar op Compact Disc.  Er is een  herziene  uitgave met vier bonustracks verschenen in 1999 op Cohesion Records. Het re-masteren is uitgevoerd door Mike Brown en Robert M. Gorich.
De voorkant van de albumhoes is geïnspireerd door de graficus M. C. Escher (de litho Klimmen en Dalen). Op de hoes klimt een man op een (oneindige) trap en  aan het plafond hangt een vrouw in vleermuiscape met blote borsten. Op de achterkant van de albumhoes staat informatie over het album en de band. De teksten staan op de binnenhoes. Bij de geremasterde uitvoering zijn meer tekst en foto’s gevoegd. De tekst in de CD-box (liner notes) is geschreven door Manfred Mann en Robert M. Gorich. Voor meer informatie over de Discogs discografie van dit album: zie bronnen en referenties.

## Ontvangst
Het album Angel Station werd # 144 in de Verenigde Staten, # 30 in Groot-Brittannië # 19 in Nederland, # 6 in Zweden, # 4 in Duitsland en #3 in Noorwegen. Het album kreeg een waardering van drie sterren van AllMusic (maximaal vijf).
Van dit album zijn twee singles uitgebracht: Don ‘t kill it Carol en You angel you. De single Don ‘t kill it Carol haalde # 45 in Groot-Brittannië. You angel you haalde # 54 in Groot-Brittannië en  #58 in de Verenigde Staten.